# ياكوبس بيلامي
ياكوبس بيلامي هو كاتب وشاعر هولندي، ولد في 12 نوفمبر 1757 في فليسنجن في هولندا، وتوفي في 11 مارس 1786 في أوترخت في هولندا.